# Sykeston
Sykeston é uma cidade localizada no estado norte-americano de Dacota do Norte, no Condado de Wells.

## Demografia
Segundo o censo norte-americano de 2000, a sua população era de 153 habitantes.
Em 2006, foi estimada uma população de 135, um decréscimo de 18 (-11.8%).

## Geografia
De acordo com o United States Census Bureau tem uma área de
1,0 km², dos quais 1,0 km² cobertos por terra e 0,0 km² cobertos por água. Sykeston localiza-se a aproximadamente 498 m acima do nível do mar.

## Localidades na vizinhança
O diagrama seguinte representa as localidades num raio de 32 km ao redor de Sykeston.